# محطة الحسين الحرارية
محطة الحسين الحرارية هي محطة توليد طاقة كهربائية تقع في محافظة الزرقاء، الأردن؛ تأسست المحطة عام 1973.
تقدر قرتها التوليدة حوالي 396 ميجاواط.